# Cymatopus motuporensis
Cymatopus motuporensis är en tvåvingeart som beskrevs av Patrick Grootaert och Henk J.G. Meuffels 1993. Cymatopus motuporensis ingår i släktet Cymatopus och familjen styltflugor. Inga underarter finns listade i Catalogue of Life.